# Parti social-démocrate (Angola)
Pour les articles homonymes, voir Parti social-démocrate.
Le Parti social-démocrate (Partido social-democrata, PSD) est un petit parti politique angolais fondé le 16 novembre 1988 par Bengui Pedro João. Aux élections législatives de 1992, le PSD obtient 0.84 % des voix et un siège. Il ne peut participer au scrutin de 2008.